# 花妃舞音
花妃 舞音（はなひめ まのん、11月13日 - ）は、宝塚歌劇団月組に所属する娘役。
秋田県秋田市、秋田大学教育文化学部附属中学校出身。身長163cm。愛称は「まのん」、「ひめ」。

## 来歴
2018年、宝塚音楽学校入学。
2020年、音楽学校卒業後、宝塚歌劇団に106期生として入団。入団時の成績は14番。月組公演「WELCOME TO TAKARAZUKA／ピガール狂騒曲」で初舞台。その後、月組に配属。
2022年、月城かなと・海乃美月トップコンビ大劇場お披露目となる「今夜、ロマンス劇場で」で、新人公演初ヒロイン。入団2年目での抜擢となった。
2023年の「フリューゲル」で2度目の新人公演ヒロイン。
2024年、「BLUFF」でバウホール・東上公演初ヒロイン。

## 主な舞台

### 初舞台
- 2020年9 - 11月、月組『WELCOME TO TAKARAZUKA-雪と月と花と-』『ピガール狂騒曲』（宝塚大劇場）

### 月組時代
- 2020年11 - 2021年1月、『WELCOME TO TAKARAZUKA-雪と月と花と-』『ピガール狂騒曲』（東京宝塚劇場）[注釈 2]
- 2021年5 - 8月、『桜嵐記（おうらんき）』 - 新人公演：楠木正儀（少年）（本役：一乃凜）『Dream Chaser』
- 2021年10 - 11月、『川霧の橋』 - お君『Dream Chaser-新たな夢へ-』（博多座）
- 2022年1 - 3月、『今夜、ロマンス劇場で』 - 新人公演：美雪（本役：海乃美月）『FULL SWING!』 新人公演初ヒロイン[3][4]
- 2022年5月、『ブエノスアイレスの風』（日本青年館・ドラマシティ） - リリアナ
- 2022年7 - 8月、『グレート・ギャツビー』（宝塚大劇場）
- 2022年9 - 10月、『グレート・ギャツビー』（東京宝塚劇場） - 新人公演：ジュディ（本役：きよら羽龍）
- 2022年11 - 12月、『ブラック・ジャック 危険な賭け』 - ローラ『FULL SWING!』（全国ツアー）
- 2023年2 - 4月、『応天の門』 - 藤原多美子、新人公演：白梅（本役：彩みちる）『Deep Sea-海神たちのカルナバル-』
- 2023年6月、『月の燈影（ほかげ）』（バウホール） - お壱
- 2023年8 - 9月、『フリューゲル-君がくれた翼-』 - クララ・シュローダー、新人公演：ナディア・シュナイダー（本役：海乃美月）『万華鏡百景色（ばんかきょうひゃくげしき）』（宝塚大劇場） 新人公演ヒロイン[5][6]
- 2023年10 - 11月、『フリューゲル-君がくれた翼-』 - クララ・シュローダー『万華鏡百景色（ばんかきょうひゃくげしき）』（東京宝塚劇場）[注釈 1]
- 2024年1 - 2月、『Golden Dead Schiele』（バウホール） - エディト・ハルムス[9]
- 2024年3 - 5月、『Eternal Voice 消え残る想い』 - エレノア『Grande TAKARAZUKA 110!』（宝塚大劇場）
- 2024年6 - 7月、『Eternal Voice 消え残る想い』 - エレノア、新人公演：エイデン（本役：天紫珠李）『Grande TAKARAZUKA 110!』（東京宝塚劇場）
- 2024年8 - 9月、『BLUFF（ブラフ）』（プレイハウス・バウホール） - シャロン バウ・東上初ヒロイン
- 2024年11 - 2025年3月、『ゴールデン・リバティ』 - アイダ、新人公演：スミス（本役：桃歌雪）『PHOENIX RISING（フェニックス・ライジング）』
- 2025年4 - 5月、『花の業平』 - 恬子『PHOENIX RISING』（全国ツアー）
- 2025年7 - 11月、『GUYS AND DOLLS』 - ホット・ボックス・ドールズ、新人公演：アガサ（本役：妃純凛）